# Джуди (хребет)
Джуди, также Джуди-Даги (тур. Cudi Dağı), Джабаль-эль-Джуди (араб. جبل الجودي‎) — горный хребет в районе Бохтан (Юго-Восточная Турция) и её самая высокая точка. В исламской традиции именно вершина Джуди, а не гора Арарат, идентифицируется с горой, на которую приплыл ковчег пророка Нуха (Ноя) после потопа.
Упоминается в Коране: «И было сказано: „О земля, поглоти свою воду! О небо, перестань!“ Вода спала, и свершилось веление. Ковчег пристал к эль-Джуди, и было сказано: „Да сгинут люди несправедливые!“».

## Джуди в преданиях
Древняя армянская традиция, конечно, ничего не знает о горе, на которой остановился ковчег. В поздней армянской литературе, в связи с постепенно увеличивающимся влиянием Библии, появляются сообщения о ковчеге на горах (или горе) Арарат. Самая высокая и самая известная гора — Масис, Азат Масис (арм. Ազատ Մասիս), поэтому ковчег Нуха должен был сесть на мель на ней. Из за неверного толкования библейского выражения Харе Арарат буквально «горы Арарат» (Бытия 8:4) район возле Арарата стал называться Масик. В XI и XII веках в армянской литературе появляется традиция отождествления Масиса с историей Ноя. Поздние толкователи определили местом высадки Ноя гору, которая теперь называется Джабаль-Джуди. В еврейской литературе название Арарат на самом деле означало название древнего государства Урарту, которая охватывало территорию восточной Турции. Эта обширная горная местность была известна в арамейских и сирийских текстах как Карду; в греческих, римских и поздних христианских — Гордьен; в армянском языке — Кордух. Вариантные формы этого имени заставили некоторых учёных ошибочно объединить Карду с Курдистаном.
Согласно арабо-мусульманскому преданию, Джуди находится в Аравии, и, вероятно, считается самой высокой горой. Христианский апологет Феофил отмечал, что, даже в его время, остатки ковчега были видны на горах Аравии. Перенос названия Джуди из Аравии в Месопотамию произошёл довольно рано, вероятно, ещё во время арабских завоеваний. О месопотамской горе Джуди говорили такие древнеарабские поэты как Ибн Кайс ар-Рукайя и Умайя ибн Абу-с-Сальт. В настоящее время в районах вокруг горы Арарат и Джабаль-Джуди много памятных мест и легенд, относящихся к жизни Нуха и его семьи после того, как они вышли из ковчега. Арабские географы упоминали монастырь на Джуди — Дейр-эль-Джуди. Разрушенная святыня являлась местом паломничества мусульман, иудеев и христиан.